# TyTy Washington
Tyrone Lewis Washington Jr., detto TyTy (Phoenix, 15 novembre 2001), è un cestista statunitense, di ruolo playmaker, professionista nella NBA e nella NBA G League.

## Carriera
Dopo aver trascorso una stagione con i Kentucky Wildcats, nel 2022 si dichiara per il Draft NBA, venendo selezionato con la ventinovesima scelta assoluta dai Memphis Grizzlies, che in una trade a più squadre lo cedono prima ai Minnesota Timberwolves e poi agli Houston Rockets. Nel 2025 si trasferisce ai Los Angeles Clippers.

## Statistiche

### NCAA
| Anno      | Squadra           | PG | PT | MP   | TC%  | 3P%  | TL%  | RP  | AP  | PRP | SP  | PP   |
| --------- | ----------------- | -- | -- | ---- | ---- | ---- | ---- | --- | --- | --- | --- | ---- |
| 2021-2022 | Kentucky Wildcats | 31 | 29 | 29,2 | 45,1 | 35,0 | 75,0 | 3,5 | 3,9 | 1,3 | 0,2 | 12,5 |
| Carriera  | Carriera          | 31 | 29 | 29,2 | 45,1 | 35,0 | 75,0 | 3,5 | 3,9 | 1,3 | 0,2 | 12,5 |

#### Massimi in carriera
- Massimo di punti: 28 vs Tennessee (15 gennaio 2022)[6]
- Massimo di rimbalzi: 12 vs Ohio (19 novembre 2021)
- Massimo di assist: 17 vs Georgia (8 gennaio 2022)
- Massimo di palle rubate: 4 vs North Florida (26 novembre 2021)
- Massimo di stoppate: 2 vs Albany (22 novembre 2021)
- Massimo di minuti giocati: 38 vs Albany (22 novembre 2021)

### NBA

#### Regular Season
| Anno      | Squadra         | PG | PT | MP   | TC%  | 3P%  | TL%  | RP  | AP  | PRP | SP  | PP  |
| --------- | --------------- | -- | -- | ---- | ---- | ---- | ---- | --- | --- | --- | --- | --- |
| 2022-2023 | Houston Rockets | 31 | 2  | 14,0 | 36,3 | 23,8 | 55,6 | 1,5 | 1,5 | 0,5 | 0,1 | 4,7 |
| 2023-2024 | Milwaukee Bucks | 11 | 0  | 5,1  | 30,0 | 33,3 | -    | 0,5 | 0,5 | 0,3 | 0,0 | 1,3 |
| 2024-2025 | Phoenix Suns    | 16 | 0  | 7,4  | 31,1 | 19,0 | 50,0 | 0,8 | 1,0 | 0,2 | 0,0 | 2,2 |
| Carriera  | Carriera        | 58 | 2  | 10,5 | 34,7 | 23,4 | 54,2 | 1,1 | 1,2 | 0,4 | 0,0 | 3,3 |

#### Massimi in carriera
- Massimo di punti: 20 vs Oklahoma City Thunder (4 febbraio 2023)[6]
- Massimo di rimbalzi: 6 vs Miami Heat (10 febbraio 2023)
- Massimo di assist: 6 vs Miami Heat (10 febbraio 2023)
- Massimo di palle rubate: 2 (3 volte)
- Massimo di stoppate: 1 (2 volte)
- Massimo di minuti giocati: 34 vs Golden State Warriors (24 febbraio 2023)

### G League
| Anno      | Squadra        | PG | PT | MP   | TC%  | 3P%  | TL%  | RP  | AP  | PRP | SP  | PP   |
| --------- | -------------- | -- | -- | ---- | ---- | ---- | ---- | --- | --- | --- | --- | ---- |
| 2022-2023 | R.G.V. Vipers  | 18 | 18 | 34,6 | 43,5 | 31,7 | 83,3 | 4,6 | 6,1 | 1,3 | 0,1 | 23,1 |
| 2023-2024 | Wisconsin Herd | 37 | 36 | 30,5 | 43,4 | 37,8 | 77,4 | 3,8 | 7,1 | 1,2 | 0,2 | 18,5 |
| 2024-2025 | Valley Suns    | 32 | 32 | 32,7 | 46,7 | 41,4 | 78,1 | 5,2 | 7,4 | 0,9 | 0,3 | 21,7 |
| Carriera  | Carriera       | 87 | 86 | 32,2 | 44,7 | 37,6 | 79,7 | 4,5 | 7,0 | 1,1 | 0,2 | 20,6 |